# Pedro Valentín Mora
Pedro Valentín Mora, également connu en catalan comme Pere Valentí Mora, né le 18 décembre 1947 à Vilaplana (Catalogne, Espagne), est un footballeur espagnol qui jouait au poste de gardien de but. Il se reconvertit ensuite en entraîneur.

## Biographie
Pedro Valentín Mora est gardien de but au FC Barcelone, au Rayo Vallecano et au Real Murcie dans les années 1970 et 1980. 
Avec le FC Barcelone, il joue 160 matchs en sept saisons (1970-1971, puis 1973-1979). En 1973, il est la doublure de Salvador Sadurní.
Il dispute les Jeux olympiques d'été de 1968.

## Carrière d'entraîneur
- 1990-1991 :  FC Barcelone B
- 1994-1996 :  Real Murcie
- 1997-1998 :  FC Cartagena
- 1998-1999 :  Benidorm CD
- 2000-2002 :  CE Sabadell
- 2005-2006 :  CE Sabadell

## Palmarès de joueur
- Championnat d'Espagne en 1974 avec le FC Barcelone
- Vainqueur de la Coupe d'Espagne en 1971 et 1978 avec le FC Barcelone
- Vainqueur de la Coupe des vainqueurs de coupe en 1979 avec le FC Barcelone